# Ampliación Carrizal
Ampliación Carrizal är en ort i Mexiko.   Den ligger i kommunen Cárdenas och delstaten Tabasco, i den sydöstra delen av landet, 600 km öster om huvudstaden Mexico City. Ampliación Carrizal ligger 25 meter över havet och antalet invånare är 192.
Terrängen runt Ampliación Carrizal är mycket platt. Runt Ampliación Carrizal är det ganska tätbefolkat, med 83 invånare per kvadratkilometer. Närmaste större samhälle är Cárdenas, 3,0 km sydost om Ampliación Carrizal. Trakten runt Ampliación Carrizal består till största delen av jordbruksmark.